# Ali Asgari
Pour les articles homonymes, voir Asgari.
Ali Asgari (en persan : علی عسگری), né le 25 juillet 1982 à Téhéran (Iran), est un réalisateur, scénariste et producteur iranien.

## Biographie
Né à Téhéran, après avoir obtenu son diplôme de l'Université islamique Azad en 2007, Ali Asgari part étudier le cinéma en Italie. Après avoir réalisé plusieurs courts métrages, il réalise en 2016 un segment du film d'anthologie In the Same Garden.
Ali Asgari fait ses débuts au cinéma en solo en 2017 avec Disappearance, qui est présenté en avant-première au 74e Festival international du film de Venise dans la section prix Orizzonti du meilleur film et est ensuite projeté au 42e Festival du film de Toronto,. En 2022, son film Juste une nuit (Until Tomorrow) est projeté au 72e Festival international du film de Berlin,. Le film satirique Chroniques de Téhéran qu'il a co-réalisé avec Alireza Khatami est présenté dans la section Un certain regard du Festival de Cannes 2023 ; à son retour en Iran, Ali Asgari se voit confisquer temporairement son passeport et il lui est interdit de réaliser d'autres films.

## Filmographie partielle

### Au cinéma

#### Comme réalisateur et scénariste
- 2016 :  In the Same Garden
- 2017 : Disappearance (en)
- 2022 :  Juste une nuit (Until Tomorrow ; aussi producteur)
- 2023 :  Chroniques de Téhéran (aussi acteur et producteur)